# Teenage Dream
Teenage Dream (с англ. — «Подростковая мечта») — третий студийный альбом американской певицы Кэти Перри, выпущенный 24 августа 2010 года на лейбле Capitol Records. Звучание альбома основано на поп-музыке, а также включает в себя элементы таких жанров, как танцевальная музыка, электроника, хип-хоп, электро-рок и евро-диско. Лирика песен вдохновлена подростковой любовью, вечеринками и взрослением. Над диском Перри работала с множество продюсеров, включая Dr. Luke, Грега Уэллса, Макса Мартина, Райана Теддера, Бенни Бланко и The-Dream. Певица выступила соавтором каждой песни в альбоме.
В первую неделю продаж альбом возглавил хит-парад Billboard 200 с недельным тиражом в 192 тыс. копий. В апреле 2022 года, Teenage Dream провёл в хит-параде свою 270-ю неделю, что сделало его седьмым альбомом по продолжительности пребывания среди альбомов исполнительниц женского пола. Он также возглавил чарты Австралии, Канады, Ирландии и Великобритании. Во всём мире продано 11 миллионов копий альбома. По состоянию на 2020 год Teenage Dream имеет 9 платиновых сертификаций от RIAA за 9 миллионов проданных копий в США, пять платин от BPI в Великобритании и шесть от ARIA в Австралии.
В поддержку было выпущено шесть синглов, каждый из которых стал международным хитом. «California Gurls», «Teenage Dream», «Firework», «E.T.» и «Last Friday Night (T.G.I.F.)» возглавили американский чарт Billboard Hot 100, что сделало Перри первой женщиной в истории, которая имеет пять чарттоперов из одного альбома, и вторым исполнителем в истории с таким результатом, после Майкла Джексона с альбомом Bad. Все вышеперечисленные синглы также возглавили или вошли в топ-10 чартов Канады, Австралии, Новой Зеландии и Великобритании. Сингл «Firework» получил бриллиантовую сертификацию в США. Шестой сингл «The One That Got Away» достиг третьей позиции в чарте Hot 100, что сделало Teenage Dream третьим альбомом в истории, шесть синглов с которого достигли топ-5 данного чарта.
После релиза Teenage Dream получил смешанные отзывы от критиков, которые хвалили продакшн и темы песен, но критиковали их лирическое содержание. Тем не менее, по прошествии лет альбом был отмечен как один из знаковых для поп-музыки, и был включён в рейтинги лучших альбомов года и десятилетия. Альбом и его синглы получили в общей сложности 6 номинаций на «Грэмми», включая номинацию «Альбом года» на 53-й церемонии. Пластинка была признана лучшим международным альбомом на Juno Award в 2011 году. Для продвижения альбома Перри отправилась в тур California Dreams, который продолжался с февраля 2011 по январь 2012 года. В марте 2012 года было выпущено переиздание альбома, под названием Teenage Dream: The Complete Confection.

## Предпосылки
Перед записью Teenage Dream Перри сообщила в интервью Rolling Stone, что жанром альбома «определённо будет поп», поскольку она не хочет «оттолкнуть» своих поклонников. Перри начала запись альбома 13 октября 2009 года, вместе с Грегом Уэллсом. Работа над альбомом также включала в себя сотрудничество с множеством артистов и продюсеров, включая Уэллса, Гая Сигсворта, Dr. Luke, Макса Мартина, Райана Теддера, Риверса Куомо, Кука Харелла, Грега Кёрстина, Бенни Бланко, Darkchild, Кэти Деннис, Эстер Дин и Трики Стюарта. Последний в декабре 2009 года сообщил журналу Rap-Up, что звучание альбома будет иметь элементы как поп-, так и рок-музыки, чем он напоминает One of the Boys, однако он заметил, что считает Teenage Dream «другим». Что касается визуальной составляющей альбома, Перри описала её как «переход от [стиля] Ширли Темпл и Бетти Буп к [стилю] Бетти Пейдж». Певица сравнила оформление альбома с работами Роя Лихтенштейна, сказав, что оно «яркое, но цвета более насыщенные, и это больше металлическая фуксия или фиолетовый, чем приторный розовый».
27 марта 2010 года на церемонии вручения премии Kids' Choice Awards 2010 Перри заявила, что считает альбом «летней записью». Она добавила, что её предыдущие детали по поводу альбома все ещё актуальны. Она также сообщила, что альбом вдохновлён работами групп ABBA и The Cardigans. По словам Перри, она дала продюсеру Dr. Luke микстейп с песнями этих групп, чтобы продемонстрировать, каким она видела звучание своей следующей записи. Перри описала альбом как «более ориентированный на грув». Она добавила: «Когда я отправилась в тур, как бы сильно я ни любила все свои песни, я чувствовала, что им не хватает чего-то, что заставляло бы людей подпрыгивать вверх и вниз». В апреле 2010 года Перри раскрыла подробности о том, каким будет ведущий сингл альбома, «California Gurls». Якобы ссылаясь на песню Джея Зи и Алиши Киз «Empire State of Mind» она заявила: «У всех есть песня о Нью-Йорке, но какого чёрта? А как насчёт Лос-Анджелеса? А как насчёт Калифорнии?». Она также сказала, что песня вдохновлена работами Принса. В ней участвует калифорнийский рэпер Снуп Догг. USA Today положительно оценили песню, назвав её «искромётным тостом за летнее веселье». Также, Перри отметила, что работа с Максом Мартином и Dr. Luke была «замечательной совместной коллаборацией». Запись альбома завершилась 30 апреля 2010 года.
Обложка альбома представляет собой картину Уилла Коттона. Она была показана 21 июля 2010 года в прямом эфире с Коттоном из его художественной студии. 23 июля 2010 года официальный трек-лист альбома был размещён на сайте Перри.

## Музыка и лирика
Перри об альбоме: «Вы услышите приторно-сладкие [песни], но вы также будете думать 'Боже, она просто села и выплеснула все эти эмоции из себя'». Музыка Teenage Dream основана на широком разнообразии жанров поп-музыки, в то же время в значительной степени включает различные музыкальные стили, которые не звучали в её предыдущих релизах, например диско и электроника. В музыкальном плане Teenage Dream отходит от предыдущего альбома Перри One of the Boys, который был ориентирован на поп-рок и софт-рок. В Teenage Dream представлен широкий спектр поджанров рок-музыки, который включает в себя диско-рок, глэм-метал, инди-рок, поп-рок, хард-рок, электроник-рок, и готик-рок.

### Песни
Альбом открывается треком «Teenage Dream», который написан о подростковых годах Перри. Это песня в стилях пауэр-поп и электропоп, которая отличается «отчётливым ретро-звучанием», и содержит влияния диско, поп-рока и индустриальной музыки. Её сравнивали с работами нескольких диско-исполнителей, таких как Мадонна и The Cardigans. Второй трек «Last Friday Night (T.G.I.F.)» повествует о настоящей вечеринке в Санта-Барбаре, которая включала в себя бег в парке без одежды, танцы на столах, и вечеринки в клубе. В музыкальном плане, композиция выдержана в жанрах диско, инди-рока и Hi-NRG, а также содержит элементы танцевальной поп-музыки. Третий трек «California Gurls» продолжает «ретро-звучание», заданное «Teenage Dream», и написан как ответ на «Empire State of Mind» Джея Зи и Алиши Киз. Песня отдаёт дань пляжному образу жизни в Калифорнии. В ней использованы жанры диско, фанк-поп и электропоп, при этом в ней присутствуют элементы нйю-вейв.
Четвёртый трек — песня о саморазвитии «Firework». Она написана в стиле диско-рок, который проходит поверх бэк-трека, состоящего из скрипок и хаус-музыки. Композиция сравнивалась с работами таких артистов, как Coldplay и Леона Льюис. По словам Перри, песня была вдохновлена романом Джека Керуака «В дороге», и она много раз говорила, что это её любимая в альбоме. «Peacock» — танцевальная поп-песня с хаус-битом в быстром темпе. В лирическом плане трек содержит сексуальную двусмысленность с неоднозначными формулировками. Роб Шеффилд из Rolling Stone описал «Peacock» как сиквел сингла Гвен Стефани «Hollaback Girl», заметив, что обе песни имеют схожий барабанный хук. Дальше следует «Circle the Drain» — агрессивная композиция, которая посвящена бывшему парню Перри, наркоману, занимающегося саморазрушением. Откровенный текст повествует о напряжении, которое его зависимость оказывала на них обоих. В припеве она поёт о том, что хочет быть его девушкой, а не материнской фигурой, а также, что он в конечном счёте упустил большие возможности. Считается, что композиция посвящена Трэви Маккою, бывшему парню Перри. Песня выдержана в жанрах диско-рока и готик-рока. Седьмой трек «The One That Got Away» представляет собой поп- и рок-балладу. Перри заявила, что написала её «о том, когда ты даёшь кому-то обещание [быть вместе] навсегда, но в итоге оказываешься не в состоянии выполнить это обещание. Это горькая история. Надеюсь, слушатель, услышав, поймёт её, и ему никогда не придётся говорить, что у него был 'тот самый', который ушёл».
Восьмая песня, «E.T.», — это композиция о «любви к иностранцу». Предположительно, она посвящена бывшему мужу Перри Расселу Бренду, который родом из Великобритании. Музыкально, трек представляет собой электро- и хип-хоп-балладу под влиянием драм-н-бейс, рейва и техно. Одиннадцатый трек, «Hummingbird Heartbeat», также был вдохновлён Брендом. Это песня в стиле хард-рока 1980-х годов, содержащая элементы рока и электроники. Лирически, в ней сравнивается чувство влюблённости со скоростью сердцебиения колибри. Последний трек — «Not Like the Movies», мощная баллада о любовных отношениях, в которых женщина не чувствует себя влюблённой и всё ещё ждёт мужчину своей мечты. Мелодию песни сравнивали с «Everytime» Бритни Спирс и «My Immortal» Evanescence.

## Релиз альбома
Пластинка была выпущена на территории США 24 августа 2010 года. Альбом был выпущен как через iTunes, так и в формате компакт-диска, посредством лейбла Capitol Records. Делюкс издание стало доступно в США 27 августа, и включало в себя бонусный диск с дополнительными треками — «Starstrukk» группы 3OH!3 и «If We Ever Meet Again» Тимбалэнда, в которых Перри является приглашённым артистом. Также на диске представлены танцевальные ремиксы на песни «California Gurls» и «Teenage Dream». 30 августа 2010 года альбом «Teenage Dream» начал распространяться в остальных странах мира посредством музыкального лейбла EMI.
Официальная обложка альбома была нарисована на холсте Уиллом Коттоном. Фотографии для обложек первых двух синглов были сделаны Эммой Саммертон в апреле 2010 года, а три других снимка, сделанные ей же, были выпущены для продвижения альбома в июле. Иллюстрации на основе альбома были использованы студией Electronic Arts для ограниченного выпуска дополнения The Sims 3: Шоу-Бизнес из игровой франшизы The Sims. Оно было выпущено 6 марта 2012 года.

## Продвижение
14 июня 2010 года в Нью-Йорке состоялась вечеринка в честь Teenage Dream на пляжную тематику, на которой прозвучал ряд треков из альбома: «Teenage Dream», «Firework», «Last Friday Night», «Circle the Drain», «Pearl», «The One That Got Away», «Peacock» и «Not Like the Movies». Перед выпуском альбома три промо-сингла были выпущены эксклюзивно в iTunes Store от Apple. «Not Like the Movies» был выпущен 3 августа 2010 года и дебютировал под номером 53 в Billboard Hot 100. «Circle the Drain» был выпущен 10 августа 2010 года в качестве второго промо-сингла и вошёл в Hot 100 под номером 58. «E.T.», третий промо-сингл, был выпущен на следующей неделе, 17 августа 2010 года, и занял 42-е место в Hot 100.

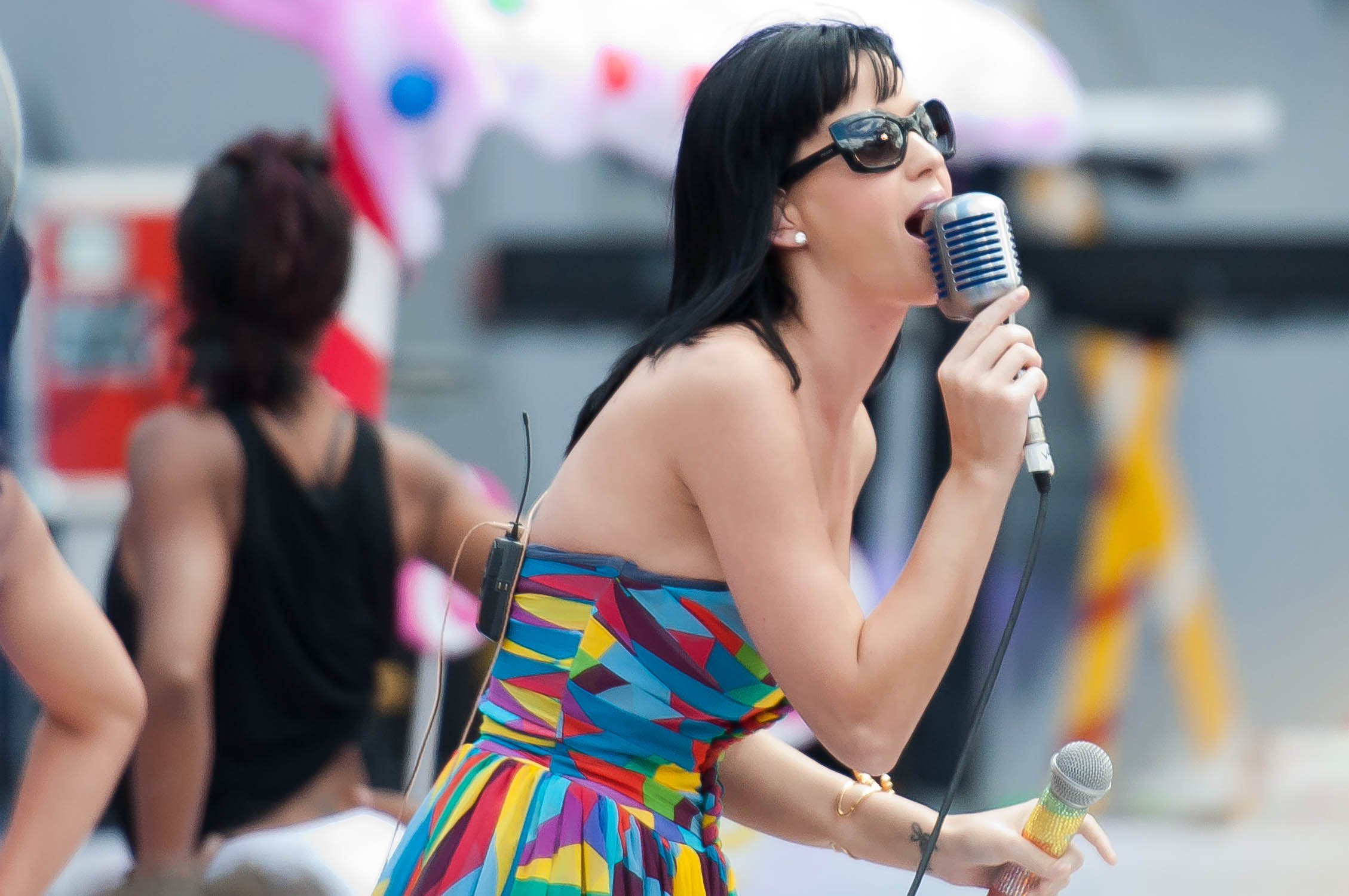
Перри репетирует «California Gurls» для премии MuchMusic Video Awards 2010.

Продвижение альбома началось с выступления с «California Gurls» 20 мая 2010 года, на ежегодной презентации CW networks в Нью-Йорке. Перри вместе со Снуп Доггом исполнила «California Gurls» на MTV Movie Awards в июне 2010 года. В том же месяце она также исполнила песню на немецком шоу «Next Topmodel 2010» и на «Le Grand Journal». Тема «Candifornia» («Конфетная Калифорния») из клипа на «California Gurls» была использована при исполнении песни на MuchMusic Video Awards 2010 и на «шоу Грэма Нортона». Перри впервые исполнила «Teenage Dream» в июле 2010 года на MTV World Stage Live в Малайзии, а также открыла с ней премию Teen Choice Awards 2010. В августе Перри исполнила «California Gurls» и «Peacock» на «Утреннем шоу» и шоу «Сегодня». В том же месяце «Firework» впервые был исполнен на «Позднем шоу с Дэвидом Леттерманом». 5 сентября 2010 года Перри исполнила «Teenage Dream», «Last Friday Night», «Firework» и «Not Like the Movies» на презентации Teenage Dream в Берлине.

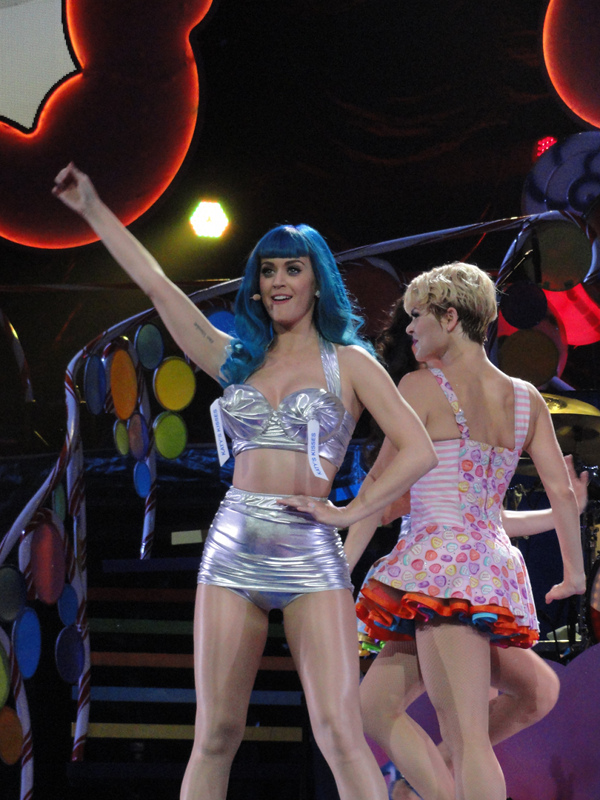
Перри выступает в рамках тура California Dreams.

Продвигая альбом, Перри изъявила желание, чтобы её предстоящий концертный тур был очень красочным. В своём Твиттере она написала: «Я надеюсь, что он заставит вас задействовать все ваши чувства: зрение, слух, обоняние, вкус, осязание». Турне California Dreams было официально анонсировано в октябре 2010 года различными СМИ, а также через официальный сайт Перри, после выпуска сингла «Firework». В 2011 году Перри анонсировала североамериканскую ветку тура во время чата в социальной сети Facebook. Позже она ответила, что оно пройдёт с «мощной девичьей силой», так как вокалистки Робин, Yelle и Марина Диамандис откроют её концерты во время различных его частей. Перри также заявила, что будет активно общаться с фанатами во время гастролей в различных социальных сетях, включая Facebook и Twitter. Тур начался 20 февраля 2011 года в Лиссабоне, Португалия, и завершился 22 января 2012 года в Пасае, Филиппины. Он охватил Европу, Океанию, Азию и обе Америки. Тур занял 16-е место в рейтинге Pollstar «25 лучших мировых туров 2011 года», с прибылью более 59,5 миллионов долларов. В конце 2011 года он занял 13-е место в ежегодном рейтинге Billboard «25 лучших туров», имея сборы почти в 50 миллионов долларов за 98 шоу. Он также победил в номинации «Любимый хедлайнер тура» на 38-й премии People’s Choice Awards. 24 ноября 2011 года Перри написала в твиттере, что будет выпущен концертный DVD с записью одного из концертов, однако вместо него был выпущен документальный фильм «Кэти Перри: Частичка Меня», в котором были использованы записи выступлений из концертов.
Переиздание Teenage Dream, с подзаголовком The Complete Confection было выпущено 23 марта 2012 года на лейбле Capitol Records. Проект включает в себя оригинальный треклист альбома и дополнительные композиции — акустическая версия песни «The One That Got Away», три новые песни, два официальных ремикса и мэшап из синглов с оригинального альбома. После выхода, переиздание получило смешанные отзывы критиков. Благодаря этому проекту, оригинальный альбом смог значительно подняться в чартах некоторых стран, например вернуться в топ-10 Billboard 200, на 7 позицию. Из The Complete Confection было выпущено два сингла. Лид-сингл «Part of Me» сумел дебютировать сразу на первой строчке американского чарта Billboard Hot 100, став седьмым синглом Перри, которому удалось достигнуть вершины данного чарта. Второй сингл «Wide Awake» достиг пика на второй строчке в том же чарте, став десятым синглом исполнительницы, который вошёл в топ-3 чарта.
Танцевальный ремикс на песню «Peacock» был выпущен 26 марта 2012 года. Промо-сингл достиг 64-го места в Канаде, 52-го места в Чешской Республике и 1-го места в американском чарте Hot Dance Club Songs. Он разошёлся тиражом более 500 000 копий в США и получил золотой сертификат 9 июля 2012 года.

## Синглы
Композиция «California Gurls», записанная при участии рэпера Снуп Догга, была выпущена первым синглом с ещё не вышедшей пластинки — она была отправлена на радиостанции США 7 мая 2010 года и стала доступна для цифровой загрузки 11 мая. Песня получила положительный отклик от критиков, которые похвалили вокал Перри и припев. Видеоклип на песню, срежиссированный Мэтью Калленом и вдохновлённый работами Уилла Коттона, создателя обложки альбома, был выпущен 15 июня 2010 года. В нём Перри является персонажем выдуманной игры «Candyfornia», вдохновлённой покером и настольными играми. Большая часть сцен украшена декорациями в виде кексов, мороженого, сахарной ваты и леденцов. Сингл провёл 6 недель на первом месте в Billboard Hot 100 и разошёлся тиражом около 8 000 000 копий. Он также достиг первого места в Новой Зеландии, Соединённом Королевстве, Австралии, Канаде, Ирландии и Шотландии. В России, сингл достиг 31-й строчки в радио-чарте Tophit. «California Gurls» стал самым продаваемым цифровым синглом за 2010 год в США. Песня была номинирована на премию «Грэмми» в категории «Лучшее совместное вокальное поп-исполнение» на церемонии 2011 года, однако проиграла каверу на песню Джона Леннона «Imagine» от различных исполнителей. По состоянию на сентябрь 2022 года, «California Gurls» имеет восемь платиновых сертификаций в США, шесть в Австралии и четыре в Канаде.
Следующим синглом из альбома стала заглавная песня — «Teenage Dream», отправленная на радиостанции 22 июля 2010 года. После релиза, критики разделились в своём отзыве по поводу песни, однако ретроспективно её назвали одной из лучших поп-композиций в истории. Видеоклип на песню был снят режиссёром Йоа́нном Лемуаном в Санта-Барбаре и выпущен на MTV 10 августа 2010 года. В нём показана Перри на пляжной вечеринке со своим бойфрендом. Как и лид-сингл, «Teenage Dream» также стал успешным, возглавив Hot 100 на две недели, а также чарты Ирландии, Шотландии, Новой Зеландии и Словакии. В России сингл достиг 61-й строчки. Песня была номинирована на премию «Грэмми» в категории «Лучшее женское вокальное поп-исполнение», однако уступила награду Леди Гаге и её синглу «Bad Romance». «Teenage Dream» имеет восемь платиновых сертификаций в США, шесть в Австралии и четыре в Канаде.

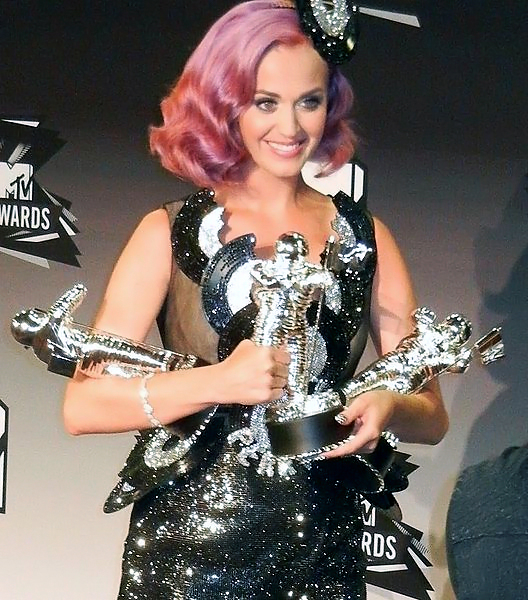
Перри на премии MTV Video Music Awards 2011 года, на которой она победила в главной номинации «Видео года» за видеоклип на «Firework».

Третий сингл «Firework» был отправлен на радио 26 октября 2010 года. Песня получила положительные отзывы от критиков, похваливших смысл, заложенный в неё. «Firework» достиг третьей позиции в Великобритании и провёл 4 недели на вершине Billboard Hot 100, став третьим синглом из альбома, возглавившим его. «Firework» также снискал успех за рубежом, возглавив чарт Канады и достигнув верхней десятки в более чем 20-ти странах мира. В России сингл достиг 59-й позиции. Видеоклип на песню является частью рекламной сделки с европейской телекоммуникационной группой Deutsche Telekom. Компания провела серию мероприятий и конкурсов среди фанатов певицы по всей Европе, которых отбирали для съёмок в клипе. Он был снят в Будапеште и выпущен 28 октября 2010 года. По состоянию на сентябрь 2022 года он имеет свыше одного миллиарда просмотров на YouTube. Клип повествует о различных подростках, которые преодолевают трудности, связанные с принятием себя и вниманием общественности. В нём поднимаются темы домашнего насилия, бодишейминга и ЛГБТ-отношений. Клип получил награду «Видео года» на церемонии MTV Video Music Awards в 2011 году, и был номинирован в категориях «Запись года» и «Лучшее сольное поп-исполнение» на премии «Грэмми» 2012 года. По состоянию на сентябрь 2022 года, сингл имеет бриллиантовые сертификаты в США и Австралии, а также шесть платиновых сертификатов в Канаде.
11 февраля 2011 года был выпущен ремикс с участием Канье Уэста на сингл «E.T.». Оригинальная версия песни изначально была выпущена в качестве рекламного сингла из альбома в августе 2010 года. Ремикс получил смешанные отзывы от критиков, в частности присутствие Уэста в ней сочли бесполезным, а саму песню сравнивали с работами Леди Гаги и композицией «All The Things She Said» группы t.A.T.u.. Видео было снято Флорией Сигизмонди в феврале 2011 года и выпущено 31 марта. Оно создано в футуристическом стиле, где Перри играет роль внеземного существа, летящего сквозь галактику, и в итоге попадающего на планету, пострадавшую от апокалипсиса, где она находит своего возлюбленного. Сингл 5 недель возглавлял Hot 100, а также возглавил чарты Канады, Германии, Польши и Новой Зеландии. В российском чарте Tophit «E.T.» достиг 72-й позиции. На сентябрь 2022 года, сингл имеет восемь платиновых сертификаций на территории США.
«Last Friday Night (T.G.I.F.)» был отправлен на радио США 6 июня 2011 года, в качестве пятого сингла из альбома. Песня получила положительные отзывы критиков, похваливших её тематику и танцевальный стиль. Видеоклип был выпущен по всему миру 14 июня 2011 года. В нём снялись Даррен Крисс, Ребекка Блэк, Кевин Макхейл, Кенни Джи, Hanson, Кори Фельдман и Дебби Гибсон. В клипе Перри предстаёт в образе своего альтер эго — Кэти Бет Терри, которая устроила вечеринку в своём доме. Клип победил в категории «Любимый видеоклип» на премии People's Choice Awards в 2012 году. По состоянию на 2022 год, клип имеет свыше одного миллиарда просмотров на YouTube. 8 августа был выпущен ремикс с участием американской рэп-исполнительницы Мисси Эллиот. В этом же месяце сингл достиг первой строчки в Hot 100. Благодаря этому факту, Кэти Перри стала первой исполнительницей, чьи пять синглов из одного альбома достигли вершины Hot 100. Такой же рекорд имеет лишь Майкл Джексон с альбомом Bad, который он установил в 1988 году. «Last Friday Night» также возглавил чарты Чехии, Канады и Словакии. В России «Last Friday Night» достиг 24-й строчки, что является лучшим результатом среди всех синглов из альбома. Сингл имеет шесть платиновых сертификатов в США, пять в Австралии и четыре в Канаде.
Композиция «The One That Got Away» стала шестым синглом из Teenage Dream 11 октября 2011 года, после отправки на американские радиостанции. Сама песня получила положительные отзывы от критиков, которые хвалили вокал Перри и лирику, однако критики неоднозначно оценивали выбор песни в качестве сингла, пояснив, что «в альбоме были песни с более быстрым звучанием». «The One That Got Away» занял третью строчку в Hot 100, став первым синглом из альбома, не достигнувшим вершины, однако он помог Teenage Dream стать третьим альбомом, после Rhythm Nation 1814 Джанет Джексон и Faith Джорджа Майкла, которые имеют шесть и более синглов в топ-5 Hot 100. «The One That Got Away» также достиг второй строчки в Канаде, а в России сингл сумел подняться до 32-й позиции. В рамках промокампании были выпущены две дополнительные версии песни: ремикс с B.o.B и акустическая версия. Видеоклип был представлен самой Перри 11 ноября 2011 года на «Шоу Эллен Дедженерес». В нём Перри предстает в образе пожилой женщины, которая сожалеет о несостоявшихся отношениях юности. Сингл имеет пять платиновых сертификаций на территории США.
«Hummingbird Heartbeat» был отправлен на радио Австралии 17 сентября 2012 года и достиг пика на 34 позиции в местном чарте.

### Промо-синглы
«Not Like the Movies» и «Circle the Drain» были выпущены в качестве промо-синглов до выхода альбома. «Peacock» был выпущен в качестве третьего промо-сингла 26 марта 2012 года.

## Отзывы и критика
| Совокупная оценка    | Совокупная оценка |
| Источник             | Оценка            |
| -------------------- | ----------------- |
| AnyDecentMusic?      | 5.4/10            |
| Metacritic           | 52/100            |
| Оценки критиков      |                   |
| Источник             | Оценка            |
| AllMusic             | [ 175 ]           |
| Billboard            | [ 176 ]           |
| Chicago Tribune      | [ 177 ]           |
| Entertainment Weekly | B−                |
| Los Angeles Times    | [ 179 ]           |
| Pitchfork            | 6.8/10            |
| Rolling Stone        | [ 181 ]           |
| Slant Magazine       | [ 182 ]           |
| Spin                 | 6/10              |
| USA Today            | [ 184 ]           |

После выхода Teenage Dream получил смешанные отзывы от музыкальных критиков. Дав альбому 4 звезды из 5, Стивен Томас Эрлевайн из AllMusic написал, что «нет сомнений в том, что Перри достаточно умна, чтобы знать все правила в поп-музыке, но она недостаточно вдохновлена, чтобы игнорировать их, слишком энергична, чтобы оторваться от клубных ритмов, которые легко звучат и днём и ночью, и между ними; от стальных баллад, созданных так, чтобы не терять своего блеска при повторных воспроизведениях». Он счёл, что альбом содержал «акценты палитры One of the Boys и отличался вульгарной лирикой». Микаэль Вуд из Spin дал неоднозначный отзыв, отметив, что альбом «не разочарует родителей, ищущих поводы беспокоиться о своих детях». Роб Шеффилд из Rolling Stone описал альбом как «тяжёлый в ритмах восьмидесятых, лёгкий в мелодии, погружающийся в диско-хаус-стиль Daft Punk». Грег Кот из Chicago Tribune дал отрицательный отзыв об альбоме. Он раскритиковал продакшн, назвав его «похожим на Франкенштейна», а также назвал вокал Перри «роботизированным» и лишённым «какой-либо элегантности или деталей». Мэтью Коул из журнала Slant Magazine назвал альбом «слишком громким распутством плохой девушки», утверждая, что Перри «нашла способ понизить планку».
Los Angeles Times дали ему три звезды, утвердив: «Песни в Teenage Dream переходят от празднования гедонизма в выходные дни к утверждениям о самопомощи, побуждающим слушателей эмоционально преобразиться. В любом случае, цель — приобретение: большой любви, счастливого похмелья, идеальной пары для Дейзи Дюк». Лия Гринблатт в статье для Entertainment Weekly, заявила: «Несмотря на фруктовые наряды и туалетные шутки Перри явно серьёзно относится к бизнесу создания хитов; это ни разу не делает Dream цельным альбомом, но периодически он обеспечивает именно тот прилив фруктозы, к которому она стремится».
В 10-ю годовщину альбома Патрик Гомес из A.V. Club похвалил альбом, назвав его «поп-совершенством» и написав, что «магия альбома в том, что он остаётся цельным» и «повышенные эмоции подростковой любви, похоти и самопознания остаются постоянными на протяжении всего [альбома]».

### Годовые рейтинги
| Публикатор                 | Рейтинг                                              | Место | Ист.    |
| -------------------------- | ---------------------------------------------------- | ----- | ------- |
| Access Hollywood           | 10 лучших альбомов 2010 года                         | 1     | [ 190 ] |
| Complex                    | 50 лучших обложек поп-альбомов за последние пять лет | 42    | [ 191 ] |
| Gigwise                    | Лучшие обложки альбомов 2010 года                    | н/д   | [ 192 ] |
| The Guardian               | Лучшие альбомы 2010 года                             | 8     | [ 193 ] |
| MTV                        | Топ-10 лучших альбомов 2010 года                     | 5     | [ 194 ] |
| PopSugar                   | Топ-10 любимых альбомов 2010 года                    | 7     | [ 195 ] |
| PopJustice                 | Топ-33 лучших альбомов 2010 года                     | 21    | [ 196 ] |
| Oregon Public Broadcasting | Лучшие альбомы 2010 года                             | 8     | [ 197 ] |
| VH1                        | Самые важные поп-альбомы за последние 10 лет         | 1     | [ 198 ] |

### Декадные рейтинги
| Публикатор           | Рейтинг                                                | Место | Ист.    |
| -------------------- | ------------------------------------------------------ | ----- | ------- |
| Associated Press     | Топ-15 лучших альбомов декады                          | 9     | [ 199 ] |
| Billboard            | 100 величайших альбомов 2010-х                         | 14    | [ 200 ] |
| Consequence of Sound | Топ-100 альбомов 2010-х                                | 70    | [ 201 ] |
| Genius               | 100 лучших альбомов 2010-х по мнению сообщества Genius | 99    | [ 202 ] |
| Paste                | 30 лучших альбомов 2010-х                              | 16    | [ 203 ] |
| Rolling Stone India  | 50 лучших альбомов декады                              | 43    | [ 204 ] |
| Tampa Bay Times      | 10 лучших альбомов 2010-х                              | 5     | [ 205 ] |

#### Рейтинги лучших
- #4 — Rolling Stone — 50 лучших песен 2010 года («Teenage Dream»)[206]
- #71 — The Fader — рейтинг «Более 150 величайших альбомов, созданных женщинами» на 2017 год[207].

## Награды и номинации
| Год  | Организация                 | Номинация                   | Результат | Ист.    |
| ---- | --------------------------- | --------------------------- | --------- | ------- |
| 2010 | American Music Awards       | Любимый поп/рок альбом      | Номинация | [ 208 ] |
| 2011 | Billboard Music Awards      | Поп-альбом года             | Номинация | [ 209 ] |
| 2011 | Brit Awards                 | Международный альбом года   | Номинация | [ 210 ] |
| 2011 | «Грэмми»                    | Альбом года                 | Номинация | [ 211 ] |
| 2011 | «Грэмми»                    | Лучший вокальный поп-альбом | Номинация | [ 211 ] |
| 2011 | IFPI Platinum Europe Awards | Название альбома            | Победа    | [ 212 ] |
| 2011 | Juno Awards                 | Международный альбом года   | Победа    | [ 213 ] |
| 2011 | NME Awards                  | Худший альбом               | Номинация | [ 214 ] |
| 2011 | Premios Telehit             | Международный альбом года   | Победа    | [ 215 ] |
| 2011 | Virgin Media Music Awards   | Лучший альбом               | Номинация | [ 215 ] |

## Коммерческий успех
Teenage Dream дебютировал на первом месте в американском чарте Billboard 200, с продажами в 192 000 копий за первую неделю. На неделе 21 июля 2012 года альбом поднялся с 21 до 2 места в данном чарте, с продажами в 80 000 копий (рост продаж на 417 процентов), что было лучшим показателем продаж с Рождества 2010 года. Такой скачок был обусловлен скидкой цены на альбом до 99 центов на Amazon, приуроченной к выходу документального фильма «Кэти Перри: Частичка меня». На неделе, закончившейся 14 марта 2015 года, альбом провёл 200 недель в чарте с момента его дебюта 11 сентября 2010 года, благодаря чему он стал 25-м альбомом, который провёл 200 или более недель в Billboard 200. На неделе, закончившейся 9 апреля 2022 года, альбом продержался в чарте 270 недель. Это седьмой показатель по продолжительности пребывания в чарте Billboard 200 среди исполнительниц женского пола. Teenage Dream был сертифицирован восьмикратно платиновым американской ассоциацией звукозаписывающих компаний и продался тиражом в 3 100 000 копий в Соединенных Штатах, по состоянию на август 2020 года. Альбом также дебютировал на первом месте в канадском альбомном чарте, с тиражом в общей сложности в 26 000 копий, и получил платиновый сертификат от канадской ассоциацией звукозаписывающих компаний.
В Австралии Teenage Dream стартовал на первом месте и две недели провёл на вершине. Альбом был сертифицирован трижды платиновым австралийской ассоциацией звукозаписывающих компаний за продажи в количестве 210 000 единиц. В Новой Зеландии альбом дебютировал на втором месте и через четыре недели занял первое место в чарте. Он получил золотой сертификат от ассоциации звукозаписывающих компаний Новой Зеландии. По состоянию на 19 июня 2012 года, Teenage Dream является 12-м самым продаваемым альбомов в стране за всю её историю, в результате чего Перри стала пятой женщиной, попавшей в список, после Адель, Норы Джонс, Шанайи Твейн и Бик Рунга. В Соединенном Королевстве Teenage Dream стартовал на первом месте в местном альбомном чарте, с продажами в 54 176 копий. Он был сертифицирован британской ассоциацией производителей фонограмм как четырежды платиновый, за продажи в количестве 1 200 000 единиц. По состоянию на февраль 2017 года, альбом разошёлся тиражом в 1,3 миллиона копий в Великобритании.
Во Франции Teenage Dream дебютировал на 14-м месте в местном чарте и достиг пика на 3-м месте. Альбом получил платиновый сертификат от национального синдиката звукозаписи. В Мексике альбом стартовал и достиг пика на 11-м месте. Альбом получил золотой сертификат от ассоциации AMPROFON. В Испании Teenage Dream дебютировал на 4-м месте в альбомном чарте и оставался в нём 27 недель. В Бразилии Teenage Dream достиг 4-го места. По состоянию на июль 2013 года Teenage Dream разошёлся тиражом в 6 миллионов копий по всему миру.

## Наследие и влияние

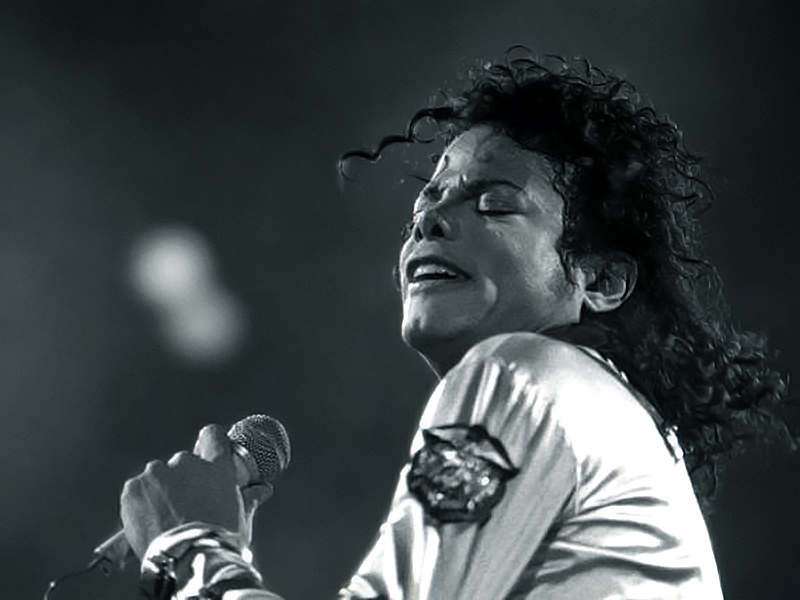
Перри стала вторым исполнителем после Майла Джексона (на фото) и первой женщиной, чьи пять синглов из одного альбома возглавили Billboard Hot 100.

Teenage Dream смог побить многочисленные рекорды. Пять синглов из альбома поднялись на первую строчку в чарте Billboard Hot 100, сделав Перри вторым артистом за 53-летнюю историю чарта с подобным достижением, после Майкла Джексона и его альбома Bad. Перри является первой женщиной, которая смогла повторить данный рекорд. Teenage Dream является одним из трёх альбомов, которые выпустили 6 или более синглов вошедших в топ-5 чарта Billboard Hot 100, наряду с Rhythm Nation 1814 Джанет Джексон и Faith Джорджа Майкла. Он также является первым альбомом, 7 песен из которого возглавили чарт Billboard Hot Dance Club Songs, побив предыдущий рекорд, установленный Бейонсе с альбомом I Am… Sasha Fierce и Kristine W с альбомом The Power of Music — обе с шестью песнями. В Соединённом Королевстве, альбом побил рекорд UK Official Charts Company по количеству синглов в топ-10 чарта из одного студийного альбома сольной исполнительницы.
Восемь песен из Teenage Dream возглавили хит-парады Adult Top 40 и Mainstream Top 40, что больше, чем у любого другого альбома в истории каждого соответствующего чарта. Кроме того, с семью чарттопперами, начиная с «Waking Up in Vegas», Перри побила рекорд по самому длинному числу чарттопперов в Mainstream Top 40 подряд, установленный до этого Леди Гагой с шестью синглами. Синглы также позволили Перри провести беспрецедентную серию из 69-ти недель в первой десятке Hot 100 подряд, а также серию из 71-й недели в первой десятке радио-чарта. У Перри также наибольшее количество синглов номер-один (четыре) из одного альбома, возглавивших канадский Hot 100. Самостоятельно, без учёта продаж альбома, песни были проданы в общей сложности тиражом более 35 миллионов копий по всему миру. Кроме того, первые пять синглов из альбома заняли первые десять позиций в более чем двадцати странах мира. Все пять синглов также возглавили чарт цифровых продаж и радио-чарт, что сделало Перри первой артисткой, которая имеет пять синглов номер-один в последнем. Перри стала единственной артисткой, которая провела более 52-х недель подряд в первой десятке Billboard Hot 100, а позже она увеличила этот показатель до 69 недель, побив предыдущий 15-летний рекорд Ace of Base с 48-ми неделями от трёх синглов. В чарте Mainstream Top 40 альбом удерживает уникальный рекорд в истории чарта: четыре песни из одного альбома вошли в пятёрку «Самых проигрываемых за неделю»; 1. «Last Friday Night (T.G.I.F.)» (12 468 проигрываний), 2. «E.T.» (12 361), 3. «California Gurls» (12 159) и 4. «Firework» (11 857). Все шесть синглов из альбома, а также два из переиздания The Complete Confection продали более двух миллионов цифровых загрузок каждый в США, установив рекорд по количеству мультиплатиновых синглов из одного альбома в цифровой эре, побив предыдущий рекорд, принадлежавший дебютному альбому Ферги The Dutchess (2006), в котором было пять мультиплатиновых песен.
Teenage Dream вышел ради веселья, и чтобы добиться по-настоящему большого успеха. «Teenage Dream», «Last Friday Night», «California Gurls», «Firework» и «E.T.» — пять песен №1 подряд. Некоторые поп-звёзды тратят всю свою жизнь, пытаясь собрать воедино серию хитов, которые оставят неизгладимое наследие; Кэти Перри сделала это в первые 15 минут. Этот альбом — венец не только её карьеры, но и стиля: EDM, диско и поп, смелый и вызывающий, полностью обработанный, но мгновенно узнаваемый, прочный, но в то же время очень простой.
В своей ретроспективной реакции на альбом, Анна Гака из Pitchfork охарактеризовала его как «венец не только её карьеры, но и стиля: EDM, диско и поп, смелый и вызывающий, полностью обработанный, но мгновенно узнаваемый, прочный, но в то же время очень простой».uDiscover Music написали, что альбом «оказывает огромное влияние на ландшафт поп-музыки и многих артистов, которых она помогла вдохновить», и что альбом вместе с песней «Teenage Dream» «живёт как ностальгическое зрелище, которое задаёт курс эстетике поп-иконы». VH1 назвали Teenage Dream «самым важным поп-альбомом за последние 10 лет» и добавили, что «он привнёс немного лёгкости в танцевальный жанр, в котором доминировал The Fame Monster Леди Гаги». В интервью для Apple Music для её альбома If I Can’t Have Love, I Want Power, американская певица и автор песен Холзи назвала Teenage Dream «идеальным поп-альбомом», сказав: «Любой, кто пытается сделать идеальный поп-альбом, тратит впустую своё время, потому что Кэти уже сделала это с Teenage Dream».

## Список композиций
| №                   | Название                                    | Автор(ы)                                                                | Продюсер(ы)                         | Длительность |
| ------------------- | ------------------------------------------- | ----------------------------------------------------------------------- | ----------------------------------- | ------------ |
| 1.                  | «Teenage Dream»                             | Кэти Перри, Лукаш Гоотвальд, Макс Мартин, Бенджамин Левин, Bonnie McKee | Dr. Luke, Бенни Бланко, Макс Мартин | 3:47         |
| 2.                  | «Last Friday Night (T.G.I.F.)»              | Перри, Gottwald, Мартин, McKee                                          | Dr. Luke, Макс Мартин               | 3:50         |
| 3.                  | «California Gurls» (при участии Snoop Dogg) | Перри, Calvin Broadus, Мартин, Gottwald, McKee                          | Dr. Luke, Бенни Бланко, Макс Мартин | 3:55         |
| 4.                  | «Firework»                                  | Перри, Tor Erik Hermansen, Mikkel Storleer Eriksen, Сэнди Ви, Эстер Дин | Stargate, Сэнди Ви                  | 3:48         |
| 5.                  | «Peacock»                                   | Перри, Hermansen, Eriksen, Дин                                          | Stargate                            | 3:51         |
| 6.                  | «Circle the Drain»                          | Перри, Кристофер Стюард, Monte Neuble                                   | C. "Tricky" Stewart                 | 4:32         |
| 7.                  | «The One That Got Away»                     | Перри, Gottwald, Мартин                                                 | Dr. Luke, Макс Мартин               | 3:47         |
| 8.                  | «E.T»                                       | Перри, Gottwald, Мартин, Joshua Coleman                                 | Dr. Luke, Ammo, Макс Мартин         | 3:26         |
| 9.                  | «Who Am I Living For?»                      | Перри, C. Stewart, Neuble, Brian Thomas                                 | C. "Tricky" Stewart                 | 4:08         |
| 10.                 | «Pearl»                                     | Перри, Greg Wells                                                       | Грег Уэллс                          | 4:08         |
| 11.                 | «Hummingbird Heartbeat»                     | Перри, Greg Stewart, Stacy Barthe, Neuble                               | C. "Tricky" Stewart                 | 3:32         |
| 12.                 | «Not Like the Movies»                       | Перри, Уэллс                                                            | Грег Уэллс                          | 4:01         |
| Общая длительность: | Общая длительность:                         | Общая длительность:                                                     | Общая длительность:                 | 46:51        |

| №                   | Название                                                        | Автор(ы)                                                          | Продюсер(ы)                                              | Длительность |
| ------------------- | --------------------------------------------------------------- | ----------------------------------------------------------------- | -------------------------------------------------------- | ------------ |
| 13.                 | «California Gurls» (при участии Snoop Dogg) (Passion Pit Remix) | Кэти Перри, Calvin Broadus, Мартин, Gottwald, McKee               | Dr. Luke, Бенни Бланко, Макс Мартин, Innerpartysystem    | 5:12         |
| 14.                 | «Teenage Dream» (Kaskade Remix)                                 | Перри, Lukasz Gottwald, Макс Мартин, Benjamin Levin, Bonnie McKee | Dr. Luke, Бенни Бланко, Макс Мартин (ремикс Ryan Raddon) | 6:27         |
| Общая длительность: | Общая длительность:                                             | Общая длительность:                                               | Общая длительность:                                      | 58:30        |

| №                   | Название                                            | Автор(ы)                              | Продюсер(ы)                                              | Длительность |
| ------------------- | --------------------------------------------------- | ------------------------------------- | -------------------------------------------------------- | ------------ |
| 15.                 | «Teenage Dream» (Kaskade Remix)                     | Перри, Gottwald, Мартин, Левин, McKee | Dr. Luke, Бенни Бланко, Макс Мартин (ремикс Ryan Raddon) | 6:27         |
| 16.                 | «Peacock» (Cory Enemy & Mia Moretti Vocal Club Mix) | Перри, Hermansen, Eriksen, Дин        | Stargate (ремикс Кори Энеми и Мии Mоретти)               | 5:32         |
| 17.                 | «Teenage Dream» (Видеоклип)                         | Перри, Gottwald, Мартин, Левин, McKee | Yoann Lemoine (Режиссёр)                                 | 3:49         |
| Общая длительность: | Общая длительность:                                 | Общая длительность:                   | Общая длительность:                                      | 70:49        |

{{Track listing
|extra_column=Продюсер(ы)
|headline=Японское стандартное издание
|title13=California Gurls|
note13=при участии Snoop Dogg) (Innerpartysystem Main Mix
|writer13=Кэти Перри, Calvin Broadus, Мартин, Gottwald, McKee
|extra13=Dr. Luke, Бенни Бланко, Макс Мартин (ремикс Ryan Raddon)
|length13=4:27
|collapsed=yes
| №                   | Название                                                              | Автор(ы)                                                          | Продюсер(ы)                                                    | Длительность |
| ------------------- | --------------------------------------------------------------------- | ----------------------------------------------------------------- | -------------------------------------------------------------- | ------------ |
| 14.                 | «If We Ever Meet Again» (Timbaland при участии Кэти Перри)            | Джим Бинз, Timbaland (Timothy Mosley), Busbee (Michael Busbee)    | Джим Бинз, Timbaland                                           | 4:23         |
| 15.                 | «Starstrukk» (3OH!3 при участии Кэти Перри)                           | Sean Foreman, Nathaniel Motte                                     | Matt Squire                                                    | 3:22         |
| 16.                 | «California Gurls» (при участии Snoop Dogg) (Passion Pit Remix)       | Broadus, Lukasz Gottwald, Макс Мартин, Bonnie McKee, Бенни Бланко | Dr. Luke, Макс Мартин, Бенни Бланко (ремикс Passion Pit)       | 4:11         |
| 17.                 | «California Gurls» (при участии Snoop Dogg) (Armand Van Helden Remix) | Snoop Dogg, Dr. Luke, Макс Мартин, Bonnie McKee, Бенни Бланко     | Dr. Luke, Макс Мартин, Бенни Бланко (ремикс Armand Van Helden) | 5:48         |
| 18.                 | «Teenage Dream» (Kaskade Remix)                                       | Lukasz Gottwald, Макс Мартин, Bonnie McKee, Бенни Бланко          | Dr. Luke, Макс Мартин, Бенни Бланко (ремикс Ryan Raddon)       | 6:28         |
| Общая длительность: | Общая длительность:                                                   | Общая длительность:                                               | Общая длительность:                                            | 71:03        |

| №                   | Название                                                              | Автор(ы)                                                          | Продюсер(ы)                                                    | Длительность |
| ------------------- | --------------------------------------------------------------------- | ----------------------------------------------------------------- | -------------------------------------------------------------- | ------------ |
| 13.                 | «If We Ever Meet Again» (Timbaland при участии Кэти Перри)            | Джим Бинз, Timbaland (Timothy Mosley), Busbee (Michael Busbee)    | Джим Бинз, Timbaland                                           | 4:23         |
| 14.                 | «Starstrukk» (3OH!3 при участии Кэти Перри)                           | Sean Foreman, Nathaniel Motte                                     | Matt Squire                                                    | 3:22         |
| 15.                 | «California Gurls» (при участии Snoop Dogg) (Passion Pit Remix)       | Broadus, Lukasz Gottwald, Макс Мартин, Bonnie McKee, Бенни Бланко | Dr. Luke, Макс Мартин, Бенни Бланко (ремикс Passion Pit)       | 4:11         |
| 16.                 | «California Gurls» (при участии Snoop Dogg) (Armand Van Helden Remix) | Snoop Dogg, Dr. Luke, Макс Мартин, Bonnie McKee, Бенни Бланко     | Dr. Luke, Макс Мартин, Бенни Бланко (ремикс Armand Van Helden) | 5:48         |
| 17.                 | «Teenage Dream» (Kaskade Remix)                                       | Lukasz Gottwald, Макс Мартин, Bonnie McKee, Бенни Бланко          | Dr. Luke, Макс Мартин, Бенни Бланко (ремикс Ryan Raddon)       | 6:28         |
| Общая длительность: | Общая длительность:                                                   | Общая длительность:                                               | Общая длительность:                                            | 71:03        |

| №   | Название                                            | Автор(ы)                       | Продюсер(ы)                       | Длительность |
| --- | --------------------------------------------------- | ------------------------------ | --------------------------------- | ------------ |
| 18. | «Peacock» (Cory Enemy & Mia Moretti Vocal Club Mix) | Перри, Hermansen, Eriksen, Дин | Stargate, Cory Enemy, Mia Moretti | 5:32         |

| №                   | Название                                                              | Автор(ы)                                                          | Продюсер(ы)                                                    | Длительность |
| ------------------- | --------------------------------------------------------------------- | ----------------------------------------------------------------- | -------------------------------------------------------------- | ------------ |
| 1.                  | «If We Ever Meet Again» (Timbaland при участии Кэти Перри)            | Джим Бинз, Timbaland (Timothy Mosley), Busbee (Michael Busbee)    | Джим Бинз, Timbaland                                           | 4:23         |
| 2.                  | «Starstrukk» (3OH!3 при участии Кэти Перри)                           | Sean Foreman, Nathaniel Motte                                     | Matt Squire                                                    | 3:22         |
| 3.                  | «California Gurls» (при участии Snoop Dogg) (Passion Pit Remix)       | Broadus, Lukasz Gottwald, Макс Мартин, Bonnie McKee, Бенни Бланко | Dr. Luke, Макс Мартин, Бенни Бланко (ремикс Passion Pit)       | 4:11         |
| 4.                  | «California Gurls» (при участии Snoop Dogg) (Armand Van Helden Remix) | Snoop Dogg, Dr. Luke, Макс Мартин, Bonnie McKee, Бенни Бланко     | Dr. Luke, Макс Мартин, Бенни Бланко (ремикс Armand Van Helden) | 5:48         |
| 5.                  | «Teenage Dream» (Kaskade Remix)                                       | Lukasz Gottwald, Макс Мартин, Bonnie McKee, Бенни Бланко          | Dr. Luke, Макс Мартин, Бенни Бланко (ремикс Ryan Raddon)       | 6:28         |
| Общая длительность: | Общая длительность:                                                   | Общая длительность:                                               | Общая длительность:                                            | 71:03        |

## Участники записи
Из буклета Teenage Dream.
- Ammo — барабаны, клавишные, программирование, продюсер(трек 8)
- Benny Blanco — барабаны, клавишные, программирование, продюсер (треки 1, 3)
- Dr. Luke — барабаны (1-3, 7-8), клавишные (1-3, 7-8), программирование (1-3, 7-8), продюсер (1-3, 7, 8), исполнительный продюсер
- Миккел С. Эриксен — звукорежиссёр (4), продюсер (5), инструментовка (4-5)
- Николас Эссик — помощник инженера
- Фабиан Уолтмен — синтезатор, музыкальное программирование (трек 10)
- Джош Фриз — барабаны (треки 6, 11)
- Чарльз Малоун — гитара (трек 6), помощник инженера
- Макс Мартин — барабаны (1-3, 7-8), клавишные(1-3, 7-8), программирование(1-3, 7-8), продюсер (1-3, 7-8), исполнительный продюсер
- Хулио Миранда — гитара (трек 6)
- Монте Нейбл — клавишные (треки 9, 11)
- Такер Бодин — помощник инженера
- Рэнди Урбански — инженер
- Луи Наварро — помощник инженера
- Ник Чахвала — другие звуки, гитара (трек 6)
- Крис О’Райан — звукорежиссёр (треки 6, 9, 11), инженер-гитарист
- Брент Пашик — гитара (треки 9, 11)
- Леон Пендарвис — аранжировщик (трек 7), conductor
- Кэти Перри — вокал (Все треки), фортепиано, гитара, автор песен, продюсер, исполнительный продюсер
- Ленни Пикетт — саксофон (трек 2)
- Дэниэл Сильвестри — бас-гитара, гитара (трек 6)
- Снуп Догг — вокал (трек 3)
- Stargate — продюсер
- Трики Стюарт — клавишные (9, 11), продюсер, программирование барабанов (6, 9, 11)
- Грег Уэллс — синтезатор (трек 10), фортепиано (10, 12), барабаны (10, 12), программирование (10, 12), продюсер (10, 12)
- Уилл Коттон — обложка

## Позиции в чартах
| Чарт (2010—2012)                      | Высшая позиция |
| ------------------------------------- | -------------- |
| Австралия (ARIA)                      | 1              |
| Австрия (Ö3 Austria)                  | 1              |
| Бельгия/Фландрия (Ultratop)           | 10             |
| Бельгия/Валлония (Ultratop)           | 5              |
| Бразилия (ABPD)                       | 4              |
| Канада (Canadian Albums Chart)        | 1              |
| Чехия (IFPI)                          | 8              |
| Дания (Hitlisten)                     | 14             |
| Нидерланды (Album Top 100)            | 6              |
| Европа (Billboard)                    | 1              |
| Финляндия (Suomen virallinen lista)   | 8              |
| Франция (SNEP)                        | 3              |
| Германия (Offizielle Top 100)         | 5              |
| Греция (IFPI Greece)                  | 2              |
| Венгрия (MAHASZ)                      | 9              |
| Ирландия (IRMA)                       | 1              |
| Италия (Classifica album)             | 3              |
| Япония (Oricon)                       | 6              |
| Мексика (AMPROFON)                    | 11             |
| Новая Зеландия (RMNZ)                 | 1              |
| Норвегия (VG-lista)                   | 18             |
| Польша (OLiS)                         | 7              |
| Португалия (AFP)                      | 11             |
| Шотландия (Scottish Albums Chart)     | 1              |
| Южная Корея (Gaon)                    | 2              |
| Испания (PROMUSICAE)                  | 4              |
| Швеция (Sverigetopplistan)            | 11             |
| Швейцария (Schweizer Hitparade)       | 4              |
| Великобритания (UK Albums Chart)      | 1              |
| США (Billboard 200)                   | 1              |
| США (Billboard Top Tastemaker Albums) | 3              |

| Чарт (2010)                     | Позиция |
| ------------------------------- | ------- |
| Австралия (ARIA)                | 10      |
| Австрия (Ö3 Austria)            | 43      |
| Канада (Billboard)              | 20      |
| Европа (Billboard)              | 25      |
| Франция (SNEP)                  | 51      |
| Германия (Offizielle Top 100)   | 51      |
| Мексика (AMPROFON)              | 77      |
| Новая Зеландия (RMNZ)           | 8       |
| Швейцария (Schweizer Hitparade) | 52      |
| Великобритания (OCC)            | 15      |
| США (Billboard 200)             | 40      |
| Чарт (2011)                     | Позиция |
| Австралия (ARIA)                | 18      |
| Канада (Billboard)              | 5       |
| Франция (SNEP)                  | 49      |
| Италия (FIMI)                   | 76      |
| Мексика (AMPROFON)              | 42      |
| Новая Зеландия (RMNZ)           | 7       |
| Великобритания (OCC)            | 25      |
| США (Billboard 200)             | 10      |
| Чарт (2012)                     | Позиция |
| Канада (Billboard)              | 49      |
| Франция (SNEP)                  | 96      |
| Мексика (AMPROFON)              | 49      |
| Великобритания (OCC)            | 48      |
| США (Billboard 200)             | 25      |
| Чарт (2013)                     | Позиция |
| Великобритания (OCC)            | 135     |
| США (Billboard 200)             | 127     |
| Чарт (2015)                     | Позиция |
| США (Billboard 200)             | 166     |
| Чарт (2020)                     | Позиция |
| Бельгия/Фландрия (Ultratop)     | 109     |
| Чарт (2021)                     | Позиция |
| Бельгия/Фландрия (Ultratop)     | 76      |
| Великобритания (OCC)            | 77      |

| Чарт (2010—2019)     | Место |
| -------------------- | ----- |
| Австралия (ARIA)     | 13    |
| Великобритания (OCC) | 19    |
| США (Billboard 200)  | 44    |

## Сертификации и продажи
| Регион | Сертификация  | Продажи               |
| --- | ------------- | --------------------- |
| Аргентина (CAPIF) | Платиновый    |                       |
| Бельгия (BEA) | Золотой       | 15 000*               |
| Бразилия | —             | 100,000               |
| Канада (Music Canada) | 4× Платиновый | 320 000^              |
| Колумбия (ASINCOL) | Платиновый    |                       |
| Дания (IFPI Danmark) | Платиновый    | 20 000                |
| Франция (SNEP) | 2× Платиновый | 230,000               |
| ССАГПЗ (IFPI Middle East) | Золотой       | 3000*                 |
| Германия (BVMI) | Платиновый    | 200 000^              |
| Ирландия (IRMA) | 2× Платиновый | 30 000^               |
| Италия (FIMI) | 2× Платиновый | 100 000               |
| Япония (RIAJ) | Золотой       | 100 000^              |
| Мексика (AMPROFON) | Платиновый    | 60 000^               |
| Нидерланды (NVPI) | Золотой       | 25 000^               |
| Новая Зеландия (RMNZ) | 9× Платиновый | 135 000               |
| Норвегия (IFPI Norway) | 5× Платиновый | 100 000*              |
| Филиппины | —             | 30,000                |
| Сингапур (RIAS) | Платиновый    | 10 000*               |
| Швеция (GLF) | Платиновый    | 40 000                |
| Швейцария (IFPI Switzerland) | Золотой       | 15 000^               |
| Великобритания (BPI) | 5× Платиновый | 1,500,000 / 1,304,326 |
| США (RIAA) | 9× Платиновый | 9,000,000 / 3,100,000 |
| Итого |               |                       |
| Европа (IFPI) | Платиновый    | 1 000 000*            |
| * Данные о продажах приведены только на основе сертификации. · ^ Данные о тиражах приведены только на основе сертификации. · Данные о продажах + прослушиваниях приведены только на основе сертификации. |               |                       |

## Хронология релиза
| \| Страна \| Дата \| Формат \| Лейбл \| \| ------------------- \| ---------------- \| -------------------------------------- \| ---------------------------------- \| \| США[352] \| 24 августа 2010 \| - CD - цифровая дистрибуция - стриминг \| Capitol \| \| Филиппины[353][354] \| 24 августа 2010 \| - CD - цифровая дистрибуция - стриминг \| PolyEast Records (EMI Philippines) \| \| Канада[352] \| 24 августа 2010 \| - CD - цифровая дистрибуция - стриминг \| EMI \| \| Мексика[352] \| 24 августа 2010 \| - CD - цифровая дистрибуция - стриминг \| EMI \| \| Гонконг[355] \| 27 августа 2010 \| - CD - цифровая дистрибуция - стриминг \| EMI \| \| Великобритания[356] \| 27 августа 2010 \| - CD - цифровая дистрибуция - стриминг \| Capitol \| \| Колумбия[357] \| 28 августа 2010 \| - CD - цифровая дистрибуция - стриминг \| EMI \| \| Мир[358] \| 30 августа 2010 \| - CD - цифровая дистрибуция - стриминг \| EMI \| \| Аргентина[359] \| 15 сентября 2010 \| - CD - цифровая дистрибуция - стриминг \| EMI \| |                  |                                  |                                    |
| Страна | Дата             | Формат                           | Лейбл                              |
| США | 24 августа 2010  | CD цифровая дистрибуция стриминг | Capitol                            |
| Филиппины | 24 августа 2010  | CD цифровая дистрибуция стриминг | PolyEast Records (EMI Philippines) |
| Канада | 24 августа 2010  | CD цифровая дистрибуция стриминг | EMI                                |
| Мексика | 24 августа 2010  | CD цифровая дистрибуция стриминг | EMI                                |
| Гонконг | 27 августа 2010  | CD цифровая дистрибуция стриминг | EMI                                |
| Великобритания | 27 августа 2010  | CD цифровая дистрибуция стриминг | Capitol                            |
| Колумбия | 28 августа 2010  | CD цифровая дистрибуция стриминг | EMI                                |
| Мир | 30 августа 2010  | CD цифровая дистрибуция стриминг | EMI                                |
| Аргентина | 15 сентября 2010 | CD цифровая дистрибуция стриминг | EMI                                |

#### Комментарии
1. Некоторые версии альбома содержат имя Кэти Перри и название альбома на обложке[1][2]
2. ↑  Некоторые версии альбома содержат имя Кэти Перри и название альбома на обложке[3][4]
3. ↑  Некоторые издания ссылаются на Teenage Dream как на второй альбом Перри, не учитывая её дебютный альбом Katy Hudson, который она выпустила под своим настоящим именем Кэти Хадсон[6][7][8][9]